# Liste des chiens du programme spatial soviétique
Pendant les années 1950 et les années 1960 le programme spatial de l'URSS utilisa des chiens en vols suborbitaux et orbitaux pour déterminer s'il était possible pour les humains d'aller dans l'espace. Ils utilisèrent au moins 57 chiens, mais le nombre de ceux qui sont effectivement allés dans l'espace est moindre parce qu'il y en eut qui y allèrent plus d'une fois. La plupart y survécurent ; les quelques-uns qui ne retournèrent pas sur Terre périrent surtout à cause de failles techniques.

## Entraînement

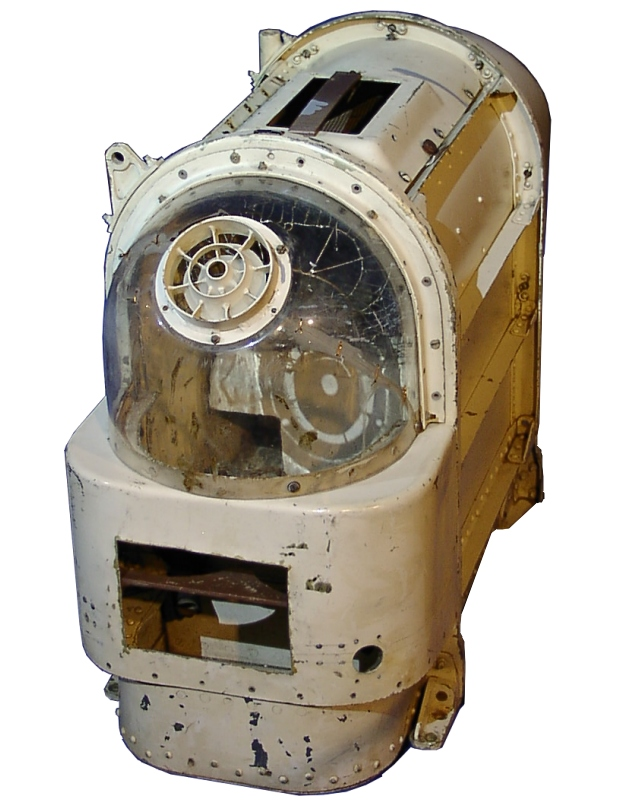
L'une des capsules pour chien pour vol suborbital ou orbital

Les chiens étaient l'animal préféré et le plus utilisé pour ces expériences parce que les scientifiques du programme spatial pensaient qu'ils étaient les mieux adaptés à de longues périodes d'inactivité. Une partie de leur entraînement impliquait de les enfermer dans de petites boîtes durant des périodes allant de quinze à vingt jours. On préféra les chiens de rue parce que les scientifiques pensaient qu'ils supporteraient mieux les stress extrêmes et les rigueurs des vols que les chiens habitués à habiter chez des humains. On préféra les femelles à cause de leur tempérament plus calme et parce que la combinaison spatiale pour chiens était conçue pour collecter l'urine et les excréments des femelles, qui n'avaient pas besoin de lever la patte pour faire leurs besoins,.
L'entraînement des chiens incluait de les faire rester immobiles durant de longues périodes, de porter des combinaisons spatiales, de les mettre dans un simulateur qui recréait les conditions d'un lancement, les mettant dans des centrifugeuses simulant l'accélération d'un lancement, et de les mettre dans des cages de plus en plus petites pour les habituer aux espaces exigus des capsules spatiales.
Pendant les vols eux-mêmes les chiens étaient nourris avec un gel nutritif.

## Chiens des vols suborbitaux
Plusieurs chiens firent des vols suborbitaux sur les missiles R-1 en 1951 et 1952.

### Dezik, Tsygan et Lisa
Dezik (Дезик) et Tsygan (Цыган, « tsigane »), furent les premiers chiens à aller en vol suborbital, le 22 juillet 1951. Les deux sont revenus sains et saufs après avoir été à une altitude de 100 km. Dezik fit un autre voyage en septembre de la même année avec une chienne appelée Lisa, mais aucun ne survécut.

Liste des chiens et autres animaux envoyés dans l'espace

### Lissa et Ryjik
Lissa (Лиса, « renard ») et Ryjik (Рыжик, « roux ») firent un vol d'une altitude de 100 km le 2 juin 1954.

### Smelaya et Malychka
Smelaya (Смелая, « courageuse » ou « téméraire ») devait effectuer un vol en septembre mais s'enfuit le jour précédant le lancement. Les Soviétiques craignirent qu'elle n'eût été mangée par des loups, mais elle fut retrouvée le jour suivant et fit plus tard un vol réussi avec une chienne appelée Malychka (Малышка, « la petite »).

### Bolik et ZIB
Bolik (Болик) s'enfuit quelques jours avant son vol en septembre 1951. Un remplaçant, appelé ZIB (qu'on suppose un acronyme russe pour « Substitut pour Bolik le manquant », « Замена исчезнувшему Болику »), fut choisi pour le vol et rentra sain et sauf. Il n'était pas entraîné, c'était un chien de la rue qui traînait près de la base.

### Otvajnaya et Snejinka
Otvajnaya (Отважная, « la courageuse ») fit un vol le 2 juillet 1959 avec un lapin, Marfucha (Марфуша, « Marthe »), et une autre chienne nommée Snejinka (Снежинка, « flocon de neige »). Otvajnaya fit cinq autres vols entre 1959 et 1960.

### Albina et Tsyganka
Albina (Альбина) et Tsyganka (Цыганка, « fille tsigane »), furent éjectées de leur capsule à une altitude de 85 km et atterrirent indemnes. Albina était un des chiens présélectionnés pour le vol du Spoutnik 2, mais ne volera pas en orbite.

### Damka et Krasavka
Damka (Дамка, « petite dame ») et Krasavka (Красавка, « petite beauté ») devaient faire un vol orbital le 22 décembre 1960. La partie supérieure de la fusée cessa de fonctionner et le vol fut annulé. Les deux chiennes furent récupérées saines et sauves. Damka était aussi connue sous les noms de Choutka (Шутка, « blague ») et Jemtchoujnaya (Жемчужная, « nacrée »), Krasavka était elle connue sous les noms de Kometka (Кометка, « petite comète ») et Joulka (Жулька, « tricheuse »).

### Autres chiens
Il y eut d'autres chiens ayant effectué des vols suborbitaux : Dymka (Дымка, « fumeuse », référence à sa couleur grise), Modnitsa (Модница, « à la mode ») et Kozyavka (Козявка, « petit moucheron piquant »).
Au moins quatre autres chiens volèrent en septembre 1951, deux périrent.

## Chiens des vols orbitaux

### Laïka
Laïka (Лайка, « aboyeuse » également le nom d'une des races dont elle est supposée faire partie) est le premier être vivant terrien à avoir été en orbite et sans doute le plus connu. Elle est envoyée en espace à bord du Spoutnik 2 le 3 novembre 1957.
Elle est morte entre cinq et sept heures après le décollage, de "stress" et à cause de la surchauffe de la cabine. Cette vraie cause de sa mort n'est révélée qu'en octobre 2002. Avant, les scientifiques soviétiques se contredisaient en donnant les raisons de sa mort : certains affirmaient qu'elle avait été euthanasiée au moyen d'un repas empoisonné, d'autres qu'elle était morte d'asphyxie quand la réserve d'oxygène avait été épuisée. Le scientifique responsable du projet a depuis exprimé son regret de l'avoir laissée mourir.

### Bars et Lisitchka
Bars (Барс, « panthère » ou « lynx ») et Lisitchka (Лисичка, « petit renard »), sont mortes quand leur fusée explosa 28,5 secondes après le lancement, le 28 juillet 1960. Bars était aussi connue sous le nom de Tchaïka (Чайка, « goéland »).

### Belka et Strelka

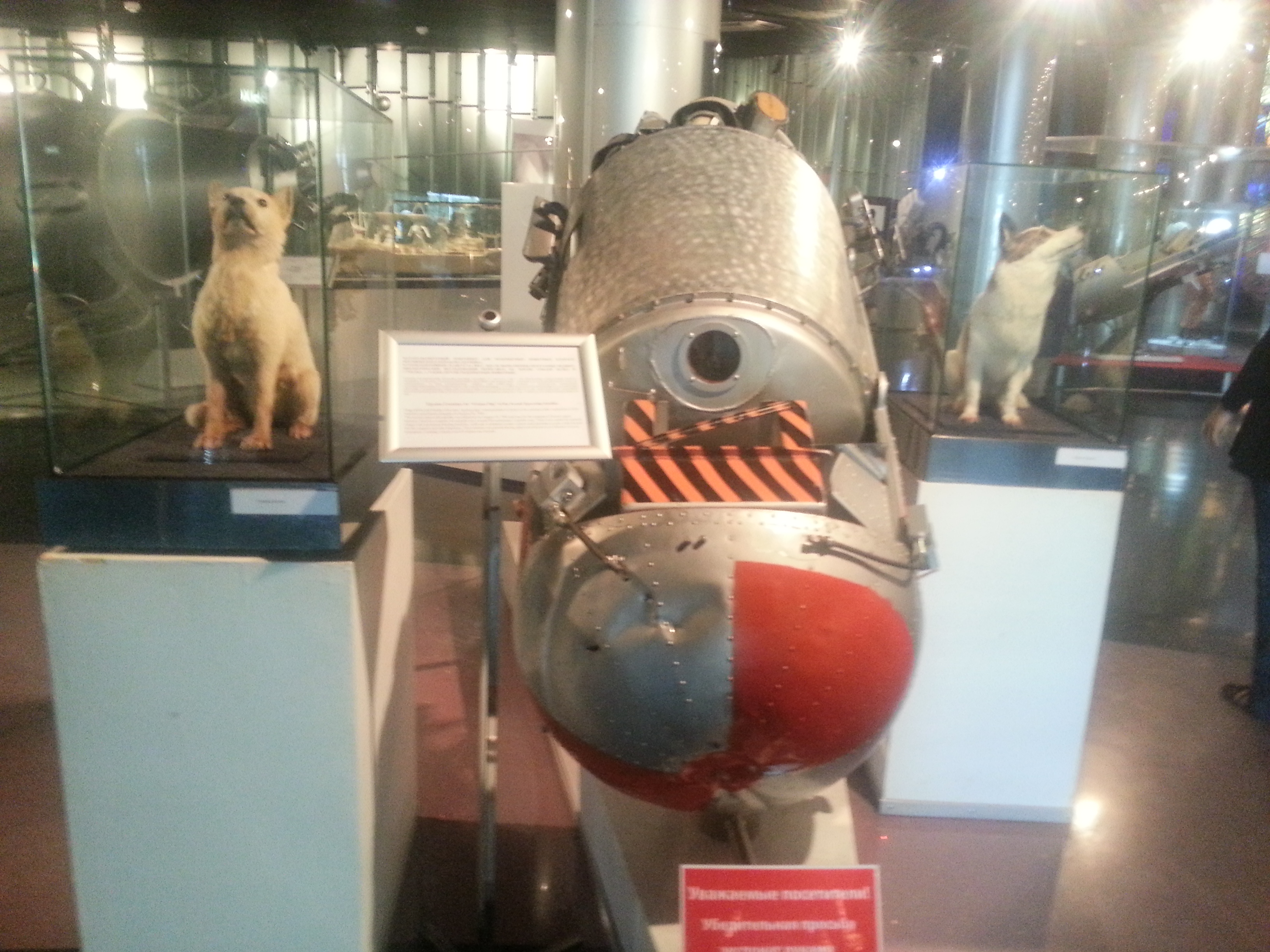
Belka et Strelka au Monument des Conquérants de l'Espace, Moscou, Russie

Belka (Белка, littéralement « écureuil », mais en tant que nom d'animal, dérivant du mot russe pour « blanc », белый) et Strelka (Стрелка, « petite flèche ») passèrent ensemble une journée en espace à bord du Spoutnik 5 le 19 août 1960. 
Elles étaient accompagnées d'un lapin gris, quarante souris, deux rats, des mouches et plusieurs plantes et champignons. Tous les passagers survécurent et atterrirent sains et saufs.
Après leur mort, leurs corps furent préservés et naturalisés. Elles sont à présent exhibées à Moscou au Monument des Conquérants de l'Espace.

### Ptchelka et Mouchka
Ptchelka (Пчёлка, « petite abeille ») et Mouchka (Мушка, « petite mouche ») passèrent une journée en orbite à bord de Spoutnik 6 le 1er décembre 1960. Elles étaient elles aussi accompagnées « d'autres animaux », de plantes et d'insectes.
En raison d'une erreur de navigation, leur capsule se désintégra pendant la rentrée atmosphérique le 2 décembre ; toutes deux périrent. Mouchka était un des trois chiens entraînés pour le vol du Spoutnik 2 (et avait été utilisée pour des expériences sur Terre), elle n'y participa pas car elle refusait de manger comme il le fallait.

### Tchernouchka
Tchernouchka (Чернушка, surnom faisant référence à sa couleur noire), fit une orbite sur le Spoutnik 9 le 9 mars 1961 avec un mannequin de cosmonaute (surnommé Ivan Ivanovitch), des souris et un cochon d'Inde. Le mannequin fut éjecté de la capsule lors de la rentrée atmosphérique et atterrit indemne avec un parachute. Tchernouchka atterrit dans la capsule, saine et sauve.

### Zviozdotchka
Zviozdotchka (Звёздочка, « petite étoile », nom choisi par Youri Gagarine), fit un vol dans le Spoutnik 10 le 25 mars 1961 avec un mannequin de bois simulant un cosmonaute. C'était le dernier vol avant celui, historique, de Gagarine le 12 avril. Comme pour Tchernouchka, le mannequin fut éjecté alors que la chienne restait à l'intérieur de la capsule. Elle atterrit indemne (et le mannequin fut récupéré).

### Veterok et Ougolyok
Veterok (Ветерок, « petite brise ») et Ougolyok (Уголёк, « petit morceau de charbon »), décollèrent le 22 février 1966 à bord du Cosmos 110 et restèrent 22 jours en orbite, atterrissant le 16 mars. Ce record de durée en orbite ne fut dépassé jusqu'en juin 1973 par Skylab. Il est encore à ce jour le plus long vol effectué par des chiens.